# Municipio de South Salem
El municipio de South Salem (en inglés, South Salem Township) es un municipio del condado de Greenwood, Kansas, Estados Unidos. Tiene una población estimada, a mediados de 2023, de 92 habitantes.
Abarca una zona exclusivamente rural.

## Geografía
Está ubicado en las coordenadas 37°53′12″N 96°26′14″O / 37.88667, -96.43722. Según la Oficina del Censo, tiene una superficie total de 226.93 km², de los cuales 225.08 km² corresponden a tierra firme y 1.85 km² están cubiertos de agua.

## Demografía
Según el censo de 2020, en ese momento había 96 personas residiendo en la zona. La densidad de población era de 0.4 hab./km². El 98.96 % de los habitantes eran blancos y el 1.04% era de una mezcla de razas. Del total de la población el 1.04 % era hispano o latino.